# Ханс III фон Арним
Ханс III фон Арним (на немски: Hans III von Arnim; † 1447/1451) е благородник от род фон Арним.
Той е син на Людеке I фон Арним († 14 януари/14 септември 1412) и съпругата му Отилия. Внук е на Албрехт I фон Арним († 1372/1375). Брат е на Каспар фон Арним († сл. 1433), който има четири неженени сина.

## Фамилия
Ханс III фон Арним се жени за Берта († сл. 1437) и има три сина:
- Ахим I фон Арним († сл. 1 февруари 1475, женен за Барбара фон Бредов († сл. 1472); имат два сина
- Георг I фон Арним († 1470/6 януари 1472), женен за Анна фон Мукервиц († сл. 1473); имат два сина
- Николаус I фон Арним († сл. 2 ноември 1500), неженен